# 果物

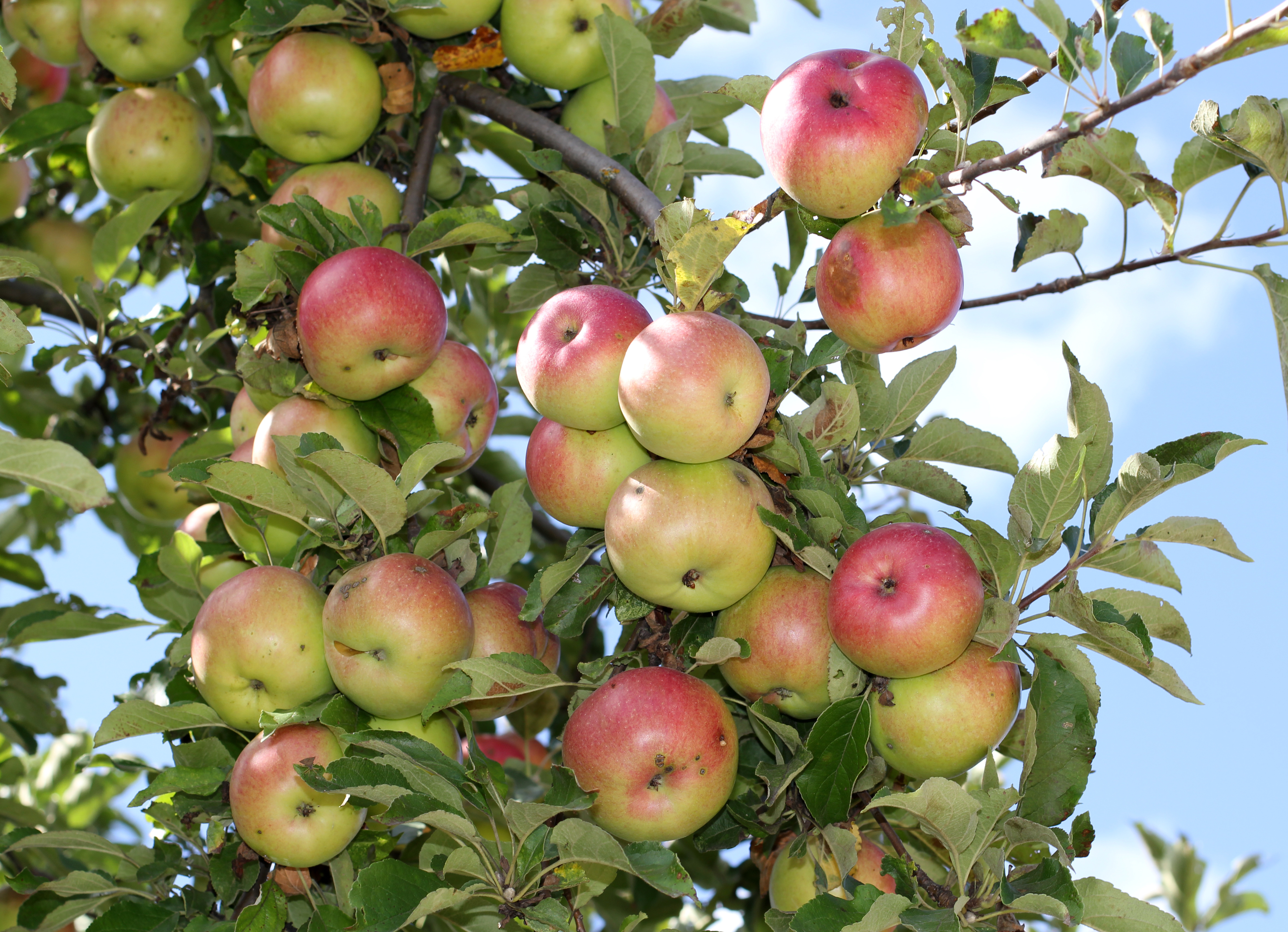
樹木になっている状態の果物の一例（リンゴ）

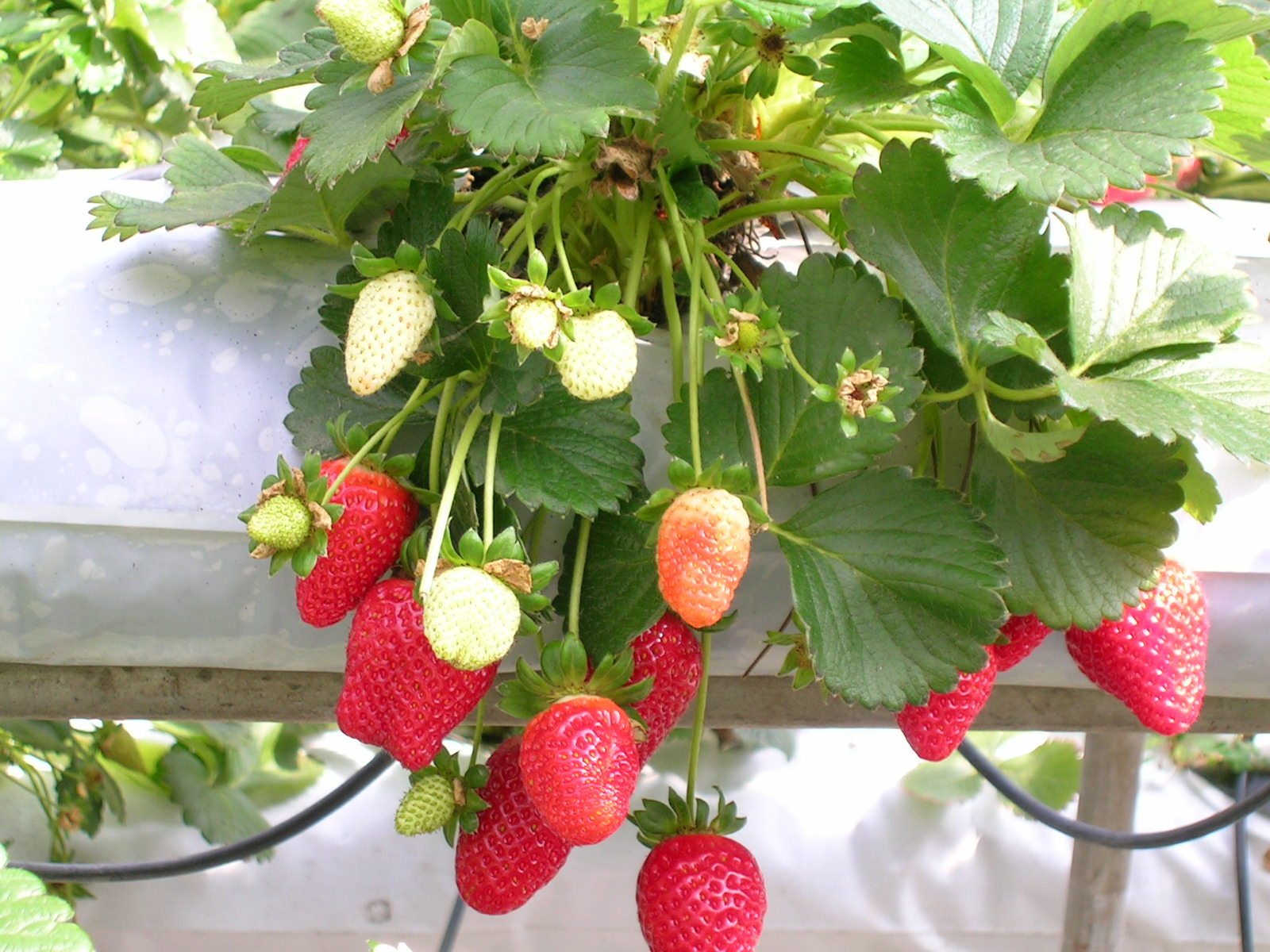
樹木にならないイチゴなどは「果実的野菜」に分類される。

果物（くだもの、英: fruits フルーツ）は、食用になる果実。水菓子、木菓子ともいう。
英語でfruitと言えば果実全般である（日本語の「果実」よりもさらに広い範囲を指す）。日本語の「果物」は、食用になる果実及び果実的野菜（後述）のうち、強い甘味を有し、調理せずそのまま食することが一般的であるものを「果物」と呼ぶ傾向がある。狭義には樹木になるもののみを指す。農林水産省では、統計上、果実は果樹（木本性などの永年作物）になるものとしつつ、野菜に分類されるもののうちイチゴ、メロン、スイカなど果実的な利用をするものを「果実的野菜」として扱っている。

## 概説
果物とは、食用になる果実のことである。
果物はさまざまな栄養素を含んでいる。人体に必要な糖分やカリウムやビタミンが豊富なものも多い。→#栄養面や効能
果実を乾燥させ、ドライフルーツとする例も多い。乾燥させた場合、糖分の濃度が高くなり、保存に適する。中東ではデーツ（ナツメヤシの果実を乾燥させたもの）が古くから広く親しまれており、聖書にも登場する。「砂漠の旅で食料が尽きてもデーツの実ひとつぶ食べれば数日生き延びられる」などといわれている。なお乾燥した国では、生のみずみずしい果物は水分の補給源としても重要な役割を果たしている。日本では果物は、糖分補給のため（甘みを楽しむため）や、ビタミン源として摂られてきた歴史がある。
料理に利用したり、パンやクッキーに入れられることもある。その甘みや酸味や香ばしさなどを利用する。種によってはタンパク質分解酵素を含む（パイナップル・パパイヤなど）ため、肉類を柔らかくする効果のために利用される場合もある。砂糖を加えて煮込みジャム（やコンポート類）にして保存している。それをパンやクラッカーに合わせたり、あるいはヨーグルトやチーズなどの乳製品と合わせて朝食時に食べることもある。また午後の「お茶」や「おやつ」の時間に、イギリスでは「午後の紅茶」の場でジャムやコンポート類を味わったり、北欧のお茶の時間「フィーカ」ではさまざまな形で果物を取っている。日本の「おやつ時」などに生の果物を食べたり、あるいはパンにジャムを塗って食べたり、ヨーグルトにジャムを加えたもの食べる、なども広く行われている。

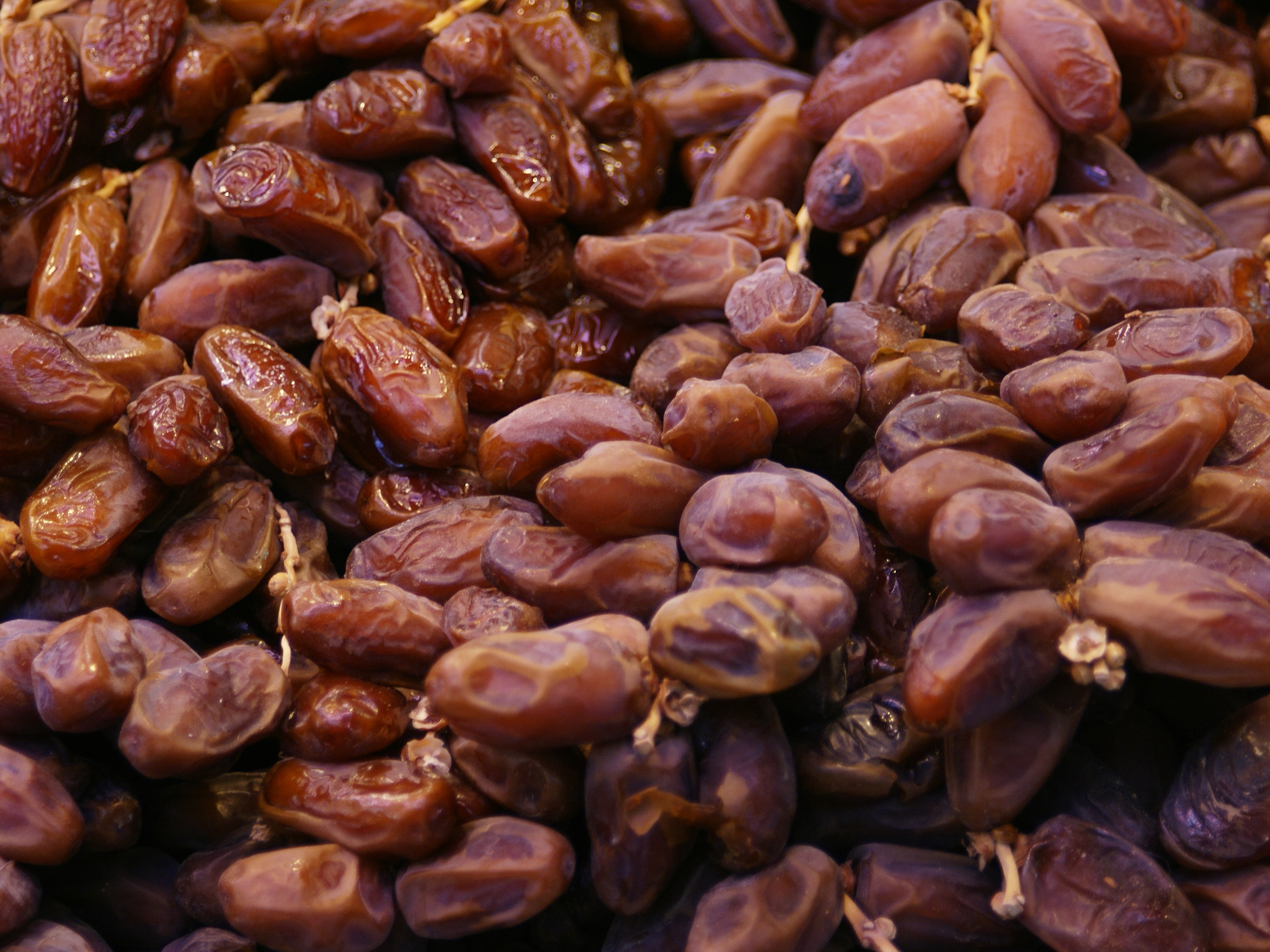
中東で昔から親しまれているデーツ（ナツメヤシの実を乾燥させたもの）
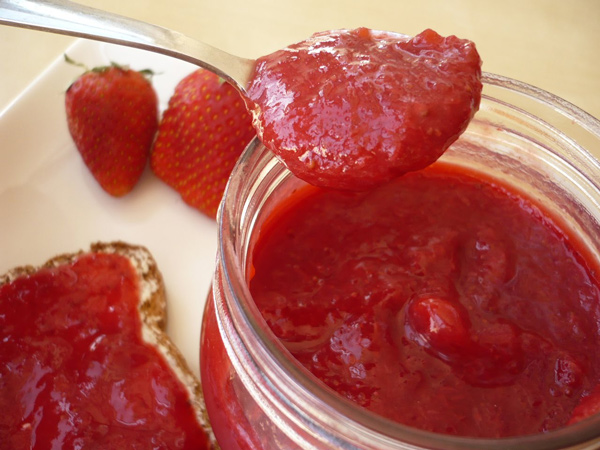
ジャム（果物に砂糖を加えて煮込んだもの）

果物の中には、糖分だけでなく酵素まで含み、（さほど手間をかけずとも、つぶして放置するだけで）それ自体で発酵し酒となるものもあり、酒の原料としても用いられてきた。代表的なものとしてブドウの実がある。もともと糖分と酵素の両方を含み、潰して放置しておくだけで勝手に発酵して酒（ワイン）になる。ワインは「最も古くから存在する酒」や「最初の酒」と推定されており、地中海周辺やヨーロッパ（の大陸側）で太古から最も飲まれている酒であり、そして欧米諸国（南米、オーストラリアも含む）でも非常に広まっていった。日本でも中世に宣教師が持ち込み、さらに1870年にワイン醸造所が作られそれ以降醸造もはじまり、現在では世界中で飲まれている。リンゴの実の発酵酒（シードル）も同様である。果実から作る酒を（ブドウの実のワインは別格として、それ以外の果物から作る酒を）フルーツワインと言う。

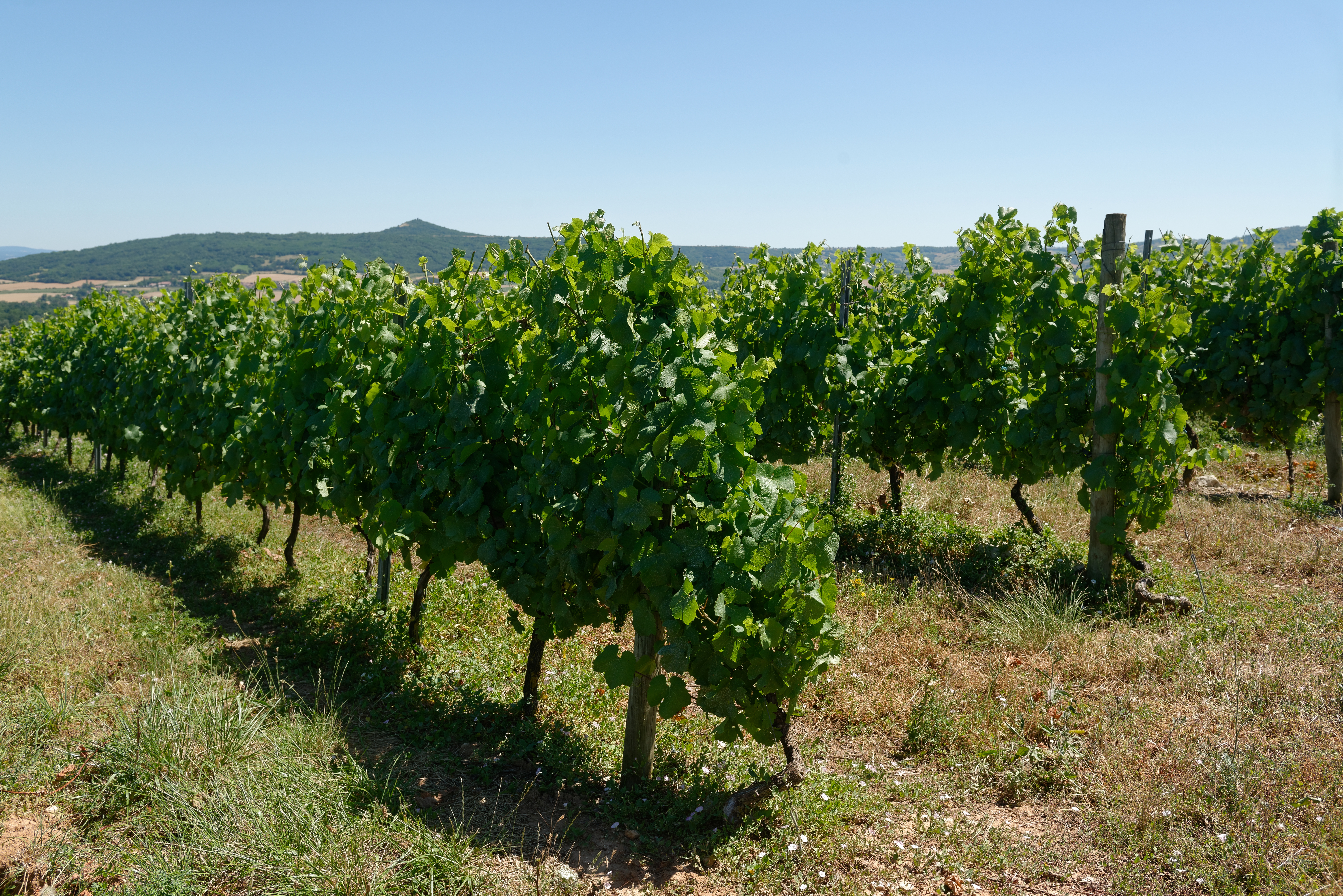
ワイン農園（シャトー）で、ワイン造りのために栽培されているブドウの樹々
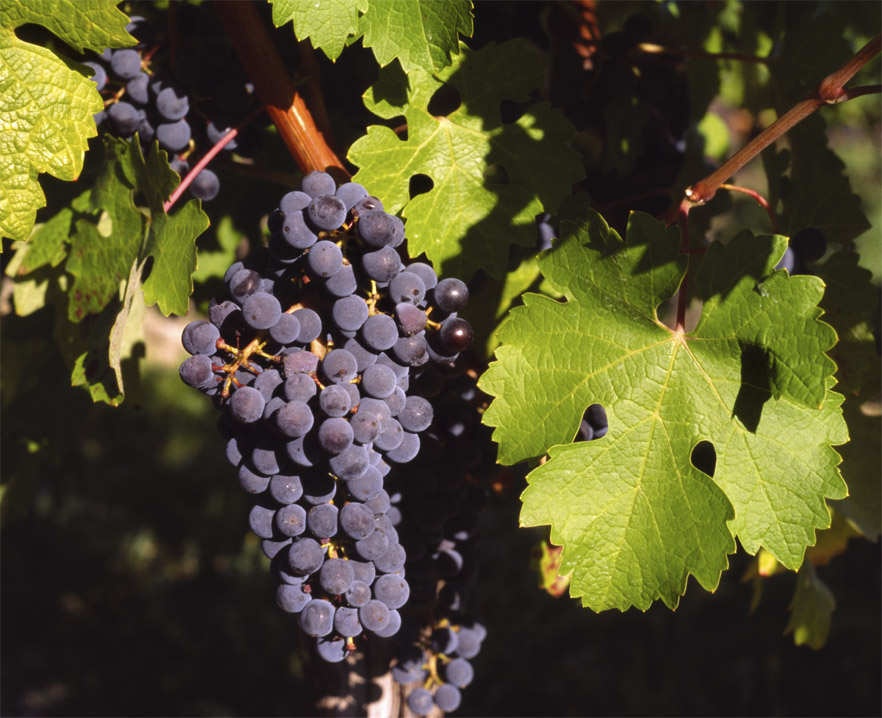
赤ワイン用のブドウ品種の実（カベルネ・ソーヴィニヨン）
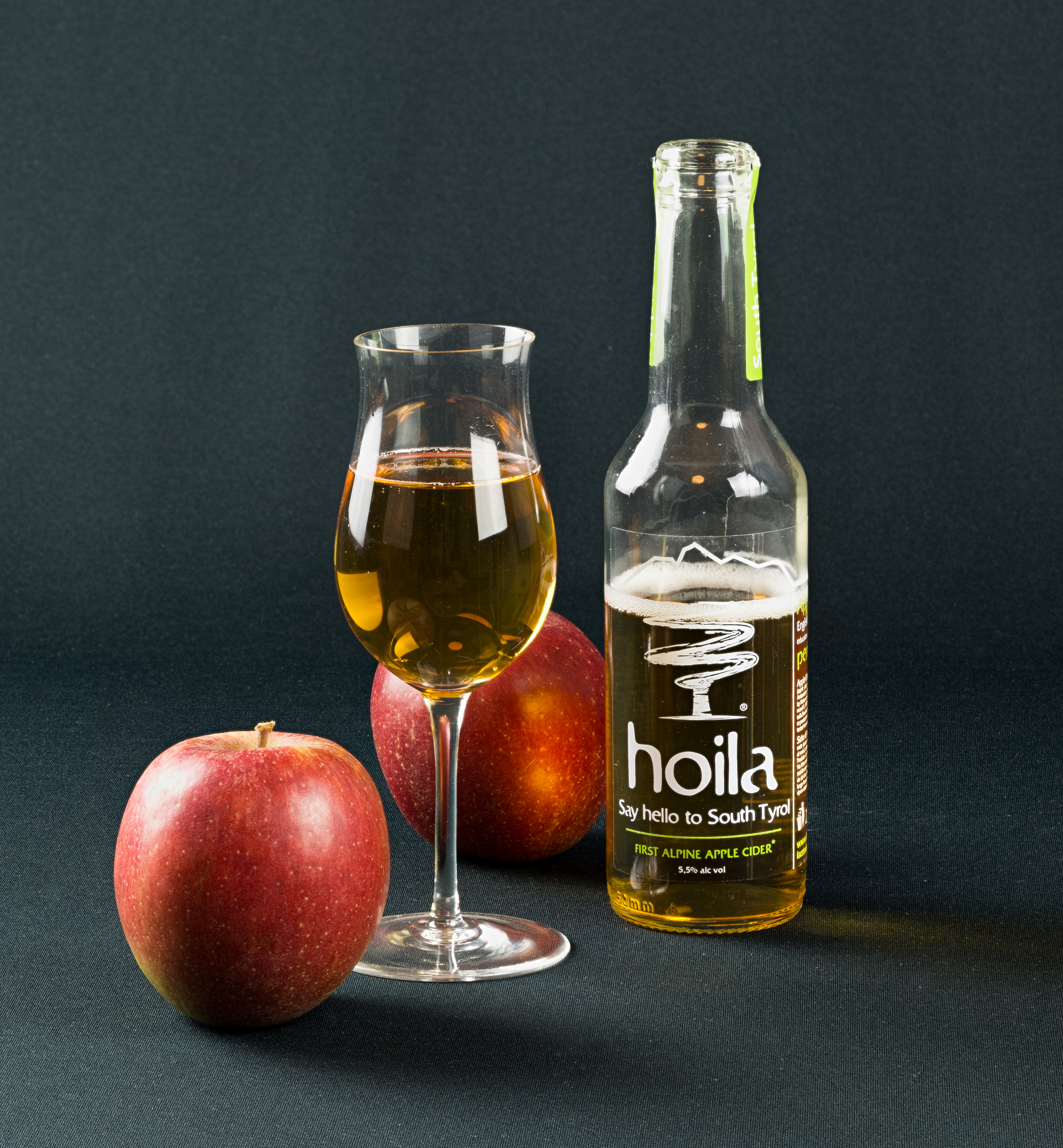
フルーツワインの一例。リンゴの実と果汁から作るシードル（リンゴ酒）

果物は欧州でも日本でも、昔から、贈答品や、入院した人などへのお見舞いの品として利用されることも多い。
熱帯果樹では「三大果物」と呼ばれるのがマンゴー・チェリモヤ・マンゴスチンである。ドリアンは「果物の王」、マンゴスチンは「果物の女王」とも言われる。
食べられる果実がなる樹木を果樹と言う。
日本では古代から中世の時代には果物は菓子の中に包摂されていたが、江戸時代中期に加工品については「菓子」、果実は「水菓子」と記すようになり菓子とは別種のものとして理解されるようになっていった。さらに幕末期の京坂で果実を「クダモノ」と言うようになり果物の名称が成立した。

## 果樹による分類
以下の分類は『農学基礎シリーズ　果樹園芸学の基礎』を参照している。

### 落葉性果樹

#### 仁果類
花床（花托とも）という花柄の先端にある部分が発達して果実になる、即ち偽果と呼ばれるタイプの果実をつける。英語ではPome fruitと呼ばれる。
- カリン
- チュウゴクナシ（白梨、シナナシ）
- ナシ
- マルメロ
- セイヨウカリン
- ジューンベリー Amelanchier
- シポーバ Shipova
- リンゴ

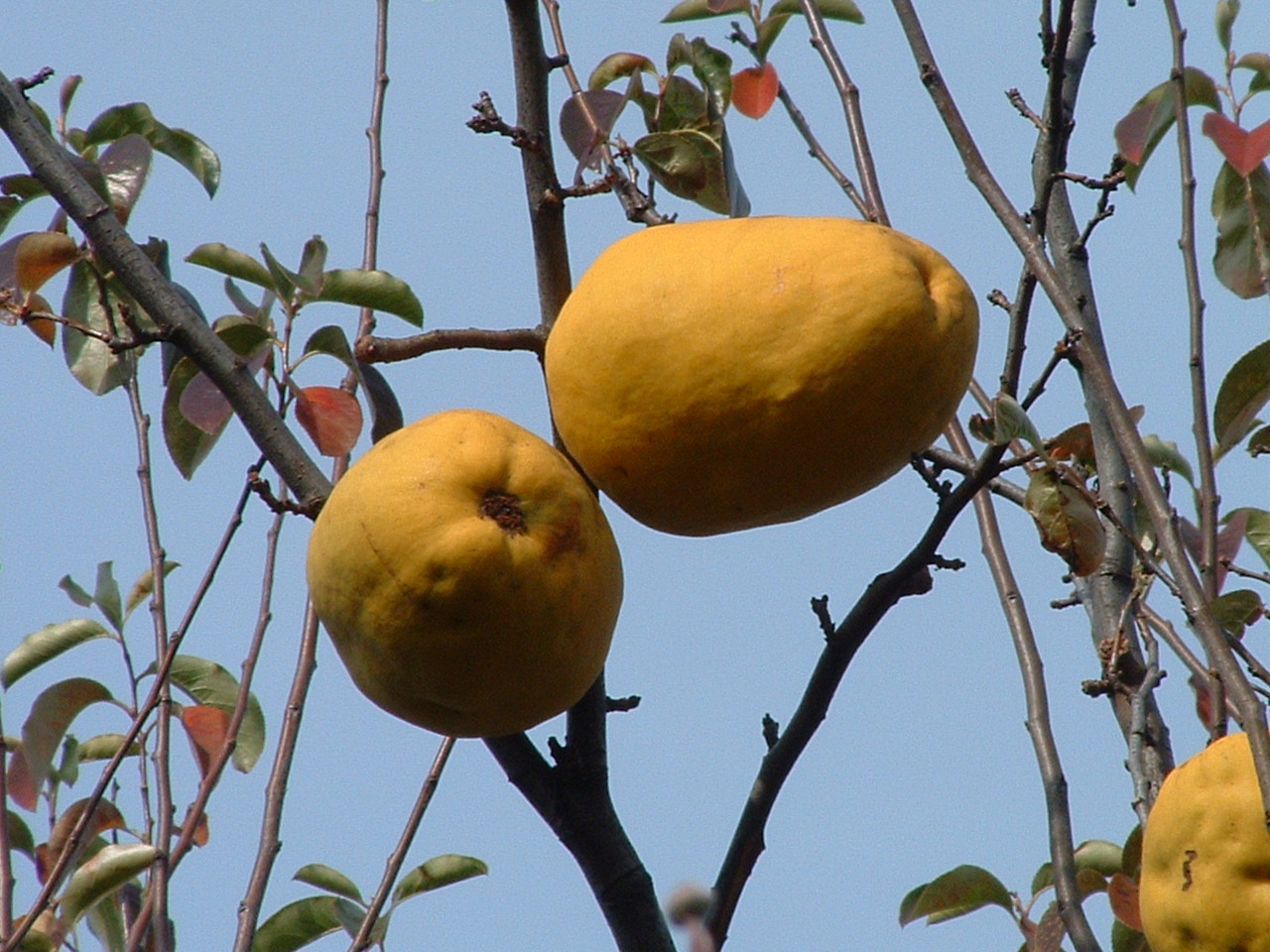
カリンの実
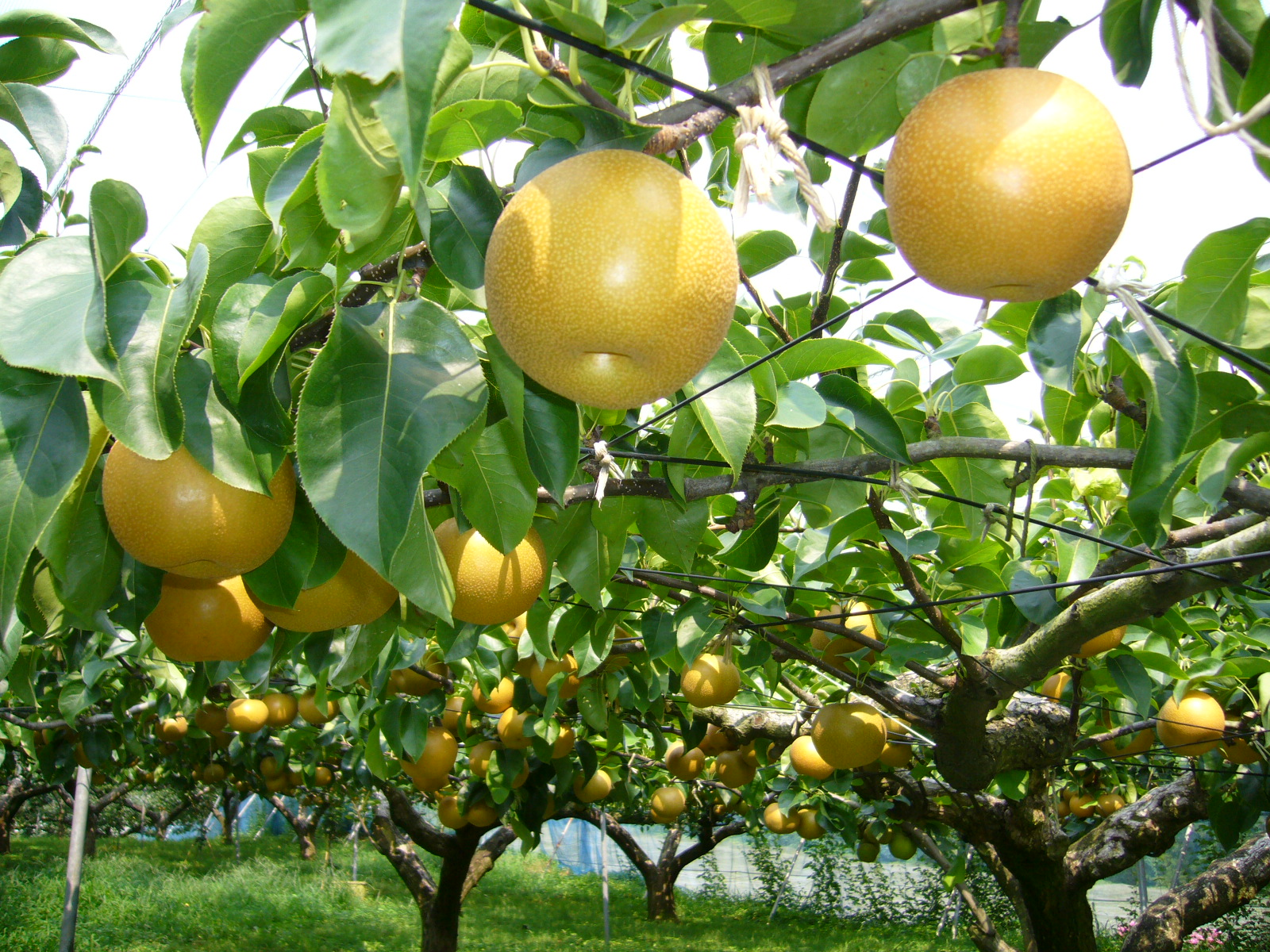
ナシの実
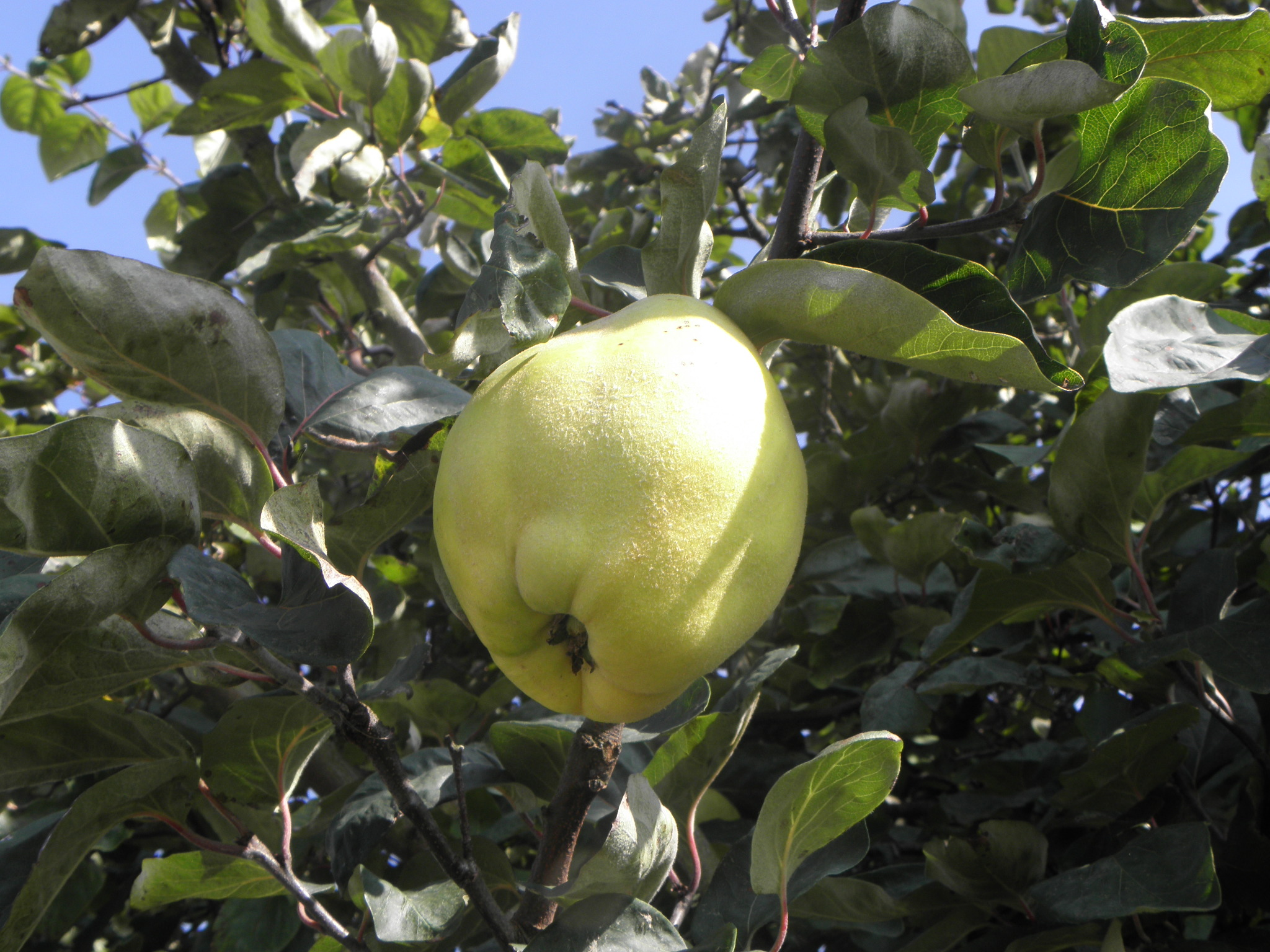
マルメロの実
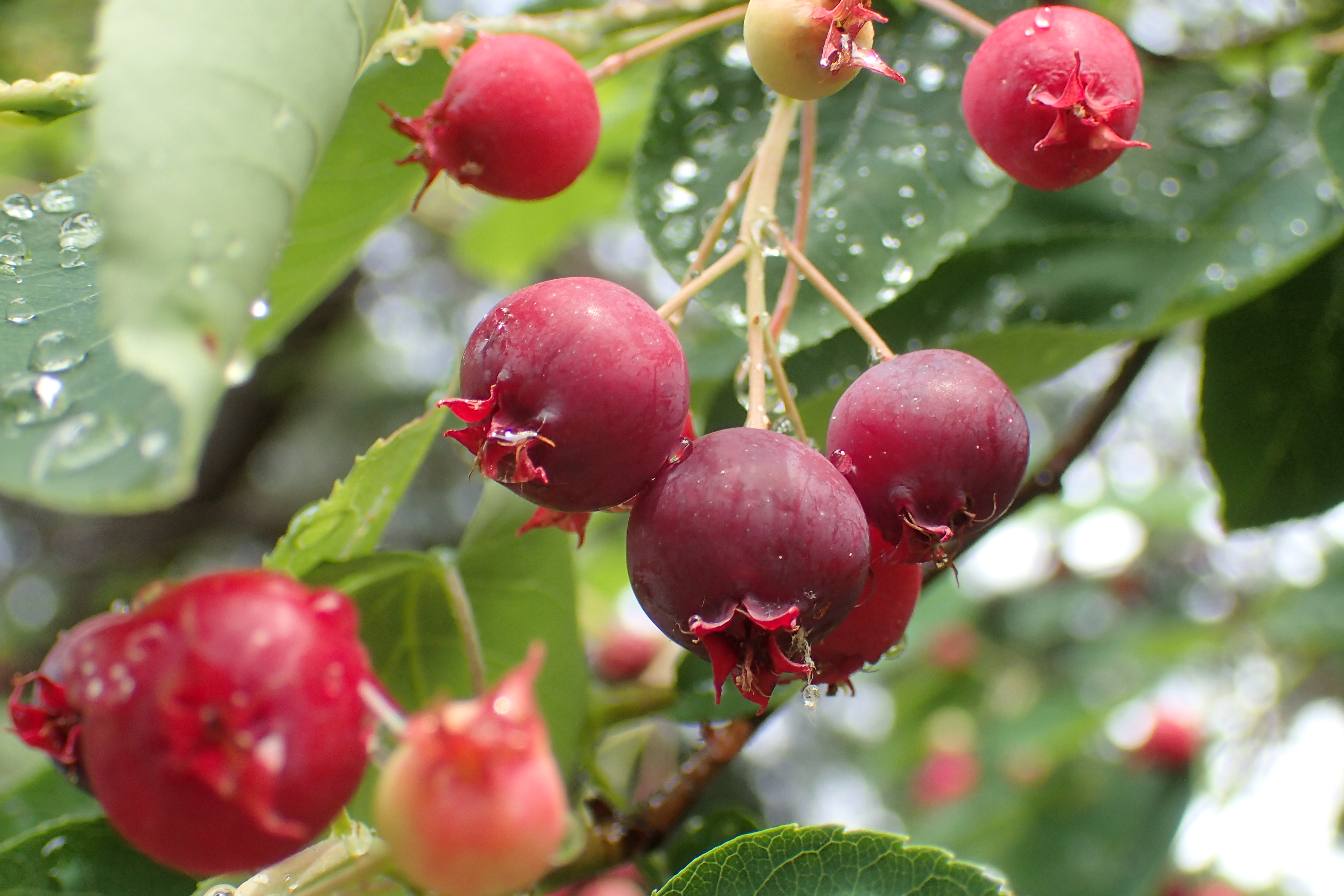
ジューンベリーの実

#### 核果類
子房壁が発達して果実になるタイプの果実（真果）をつけるもののうち、内果皮が硬化し種子に殻が形成され、核と呼ばれる状態になる。バラ科サクラ属に見られる。英語ではStone fruit（ストーンフルーツ）と呼ばれる。
- アメリカンチェリー（英: bing cherry、ブラックチェリー、ダークチェリー）
- アンズ（杏、杏子、アプリコット）
- ウメ（梅）
- サクランボ（桜桃、スイートチェリー）
- スミミザクラ
- スピノサスモモ
- スモモ（李、酸桃）
- モモ（桃）
- ナツメ（棗）

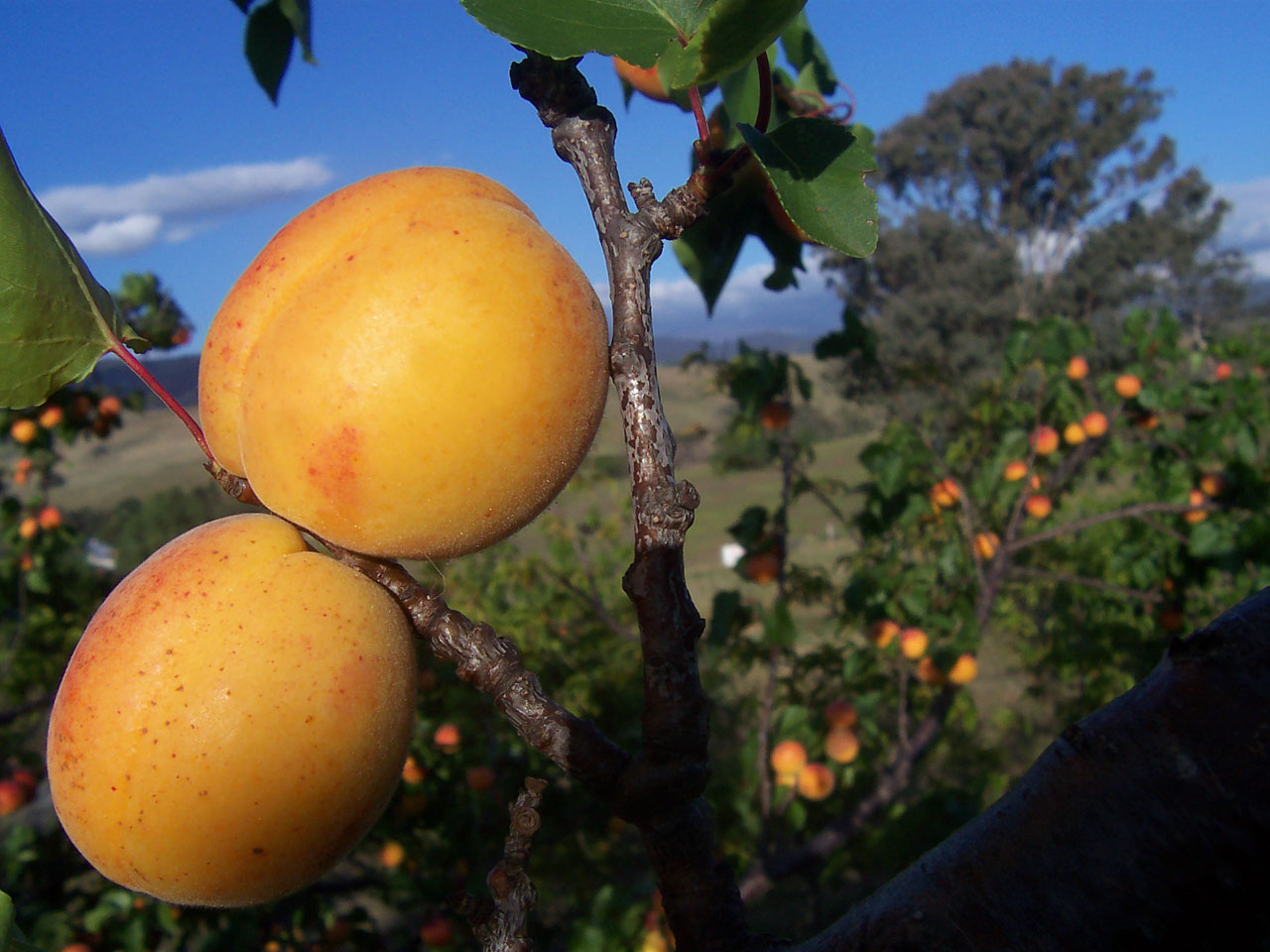
アンズの実
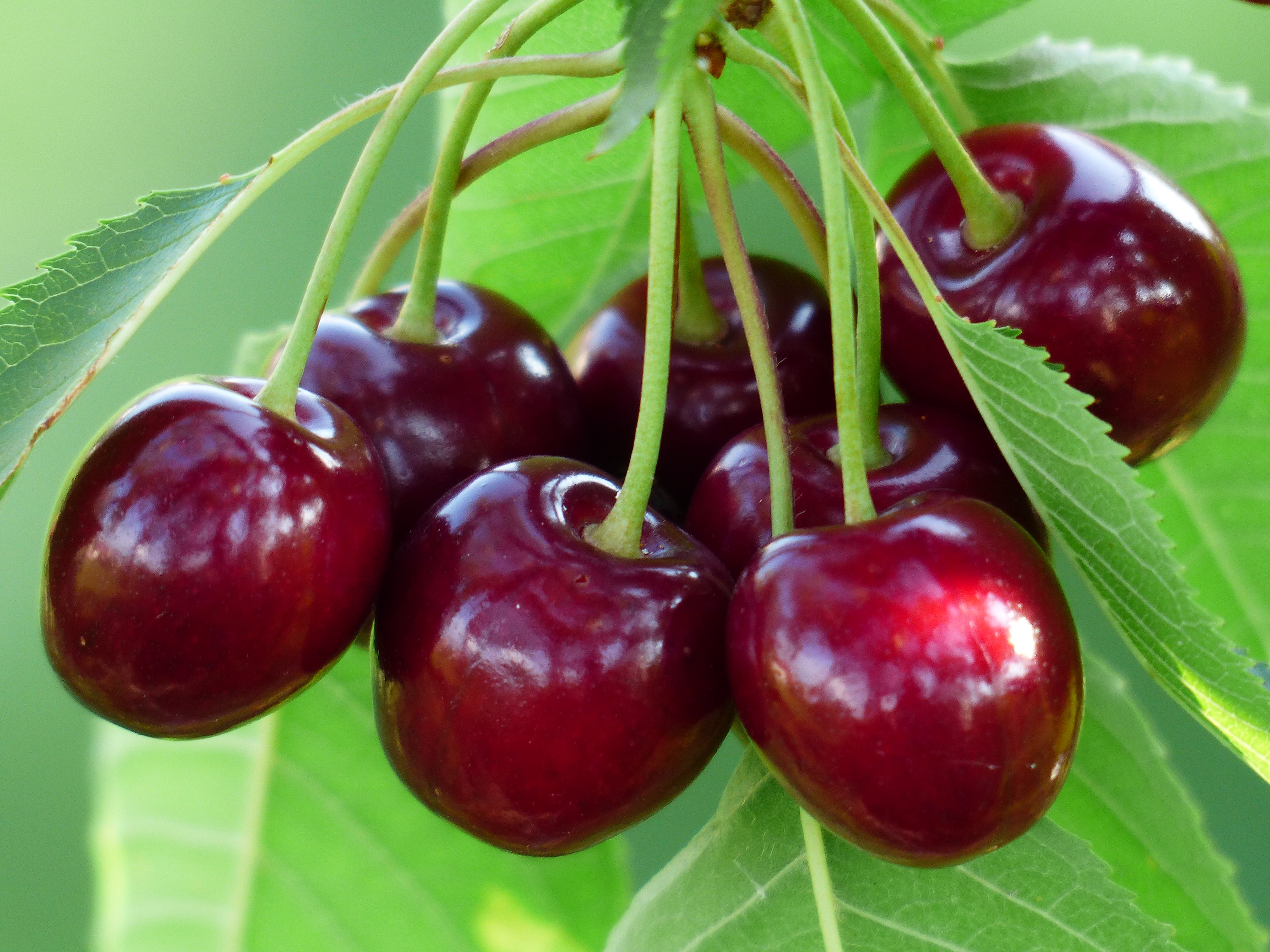
サクランボの実
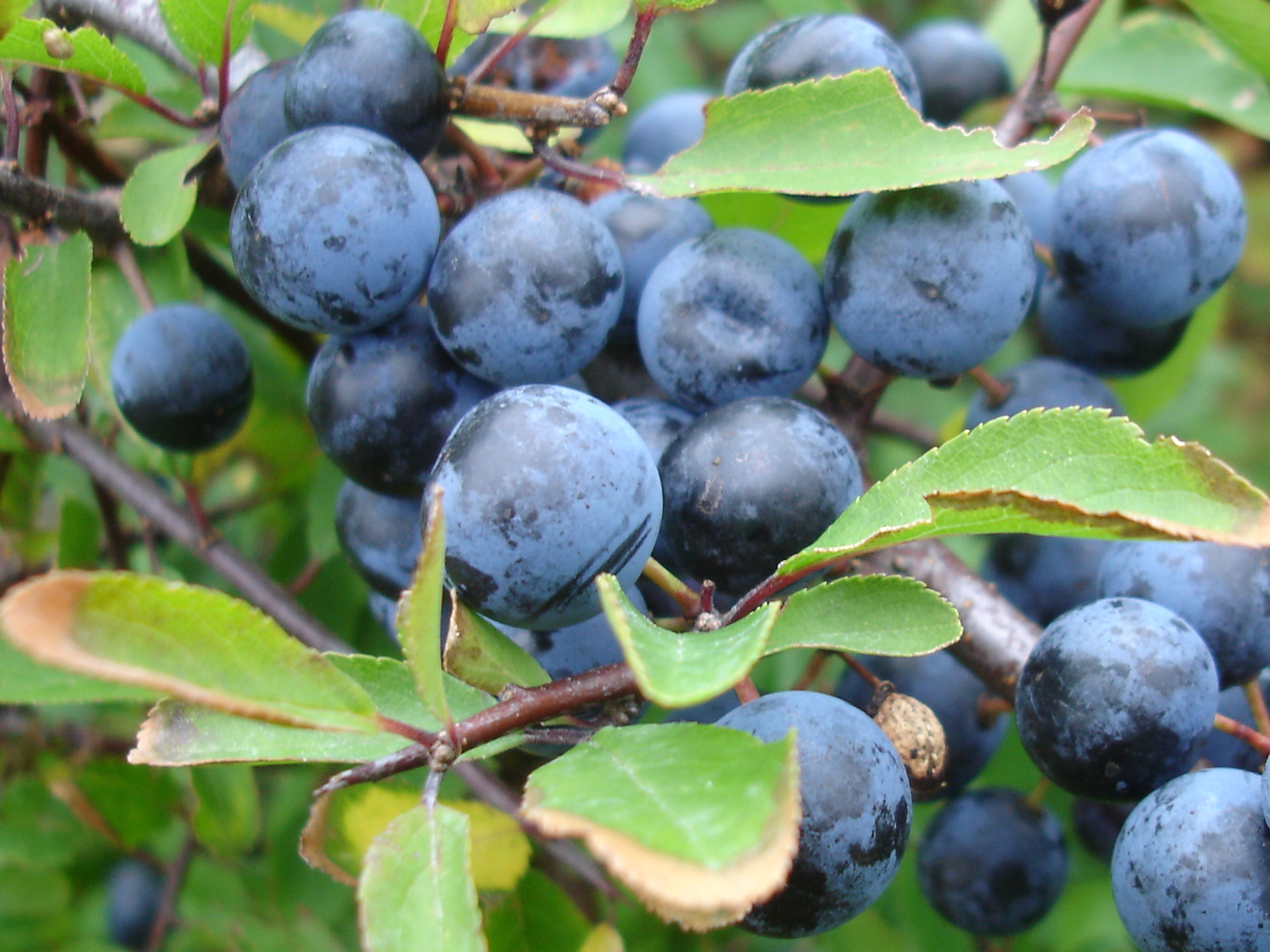
スピノサスモモの実
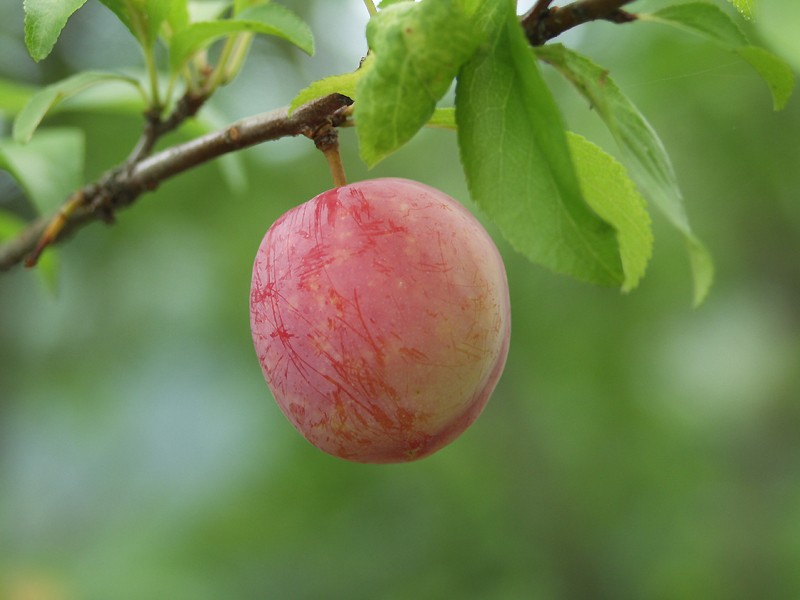
スモモの実

#### 殻果類
種実類、または堅果類とも呼ばれる。果皮が乾燥して硬くなっており、主に種子を食用として用いる果樹。アーモンドは果実の構造としては核果類と同様であるが、種子を食用とするため、堅果類に分類される。英語ではNut（ナッツ）と呼ばれる。
なお、これはあくまでも上記農学書にしたがって掲載するものであって、通常の日本語でアーモンドや胡桃、カシューナッツなどの可食部を指して「果物」と呼ぶことはほぼない（意味が通じるかという観点から言えば「果物」と呼ぶのは語彙の誤用であるといって差し支えない）。これらを包括的に指す名称は通常「ナッツ」である。
- アーモンド
- イチョウ
- カシューナッツ
- クリ
- クルミ（胡桃）
- ペカン

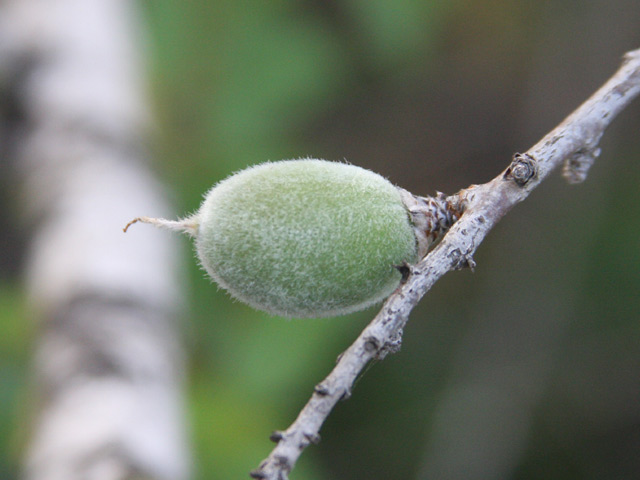
アーモンドの実
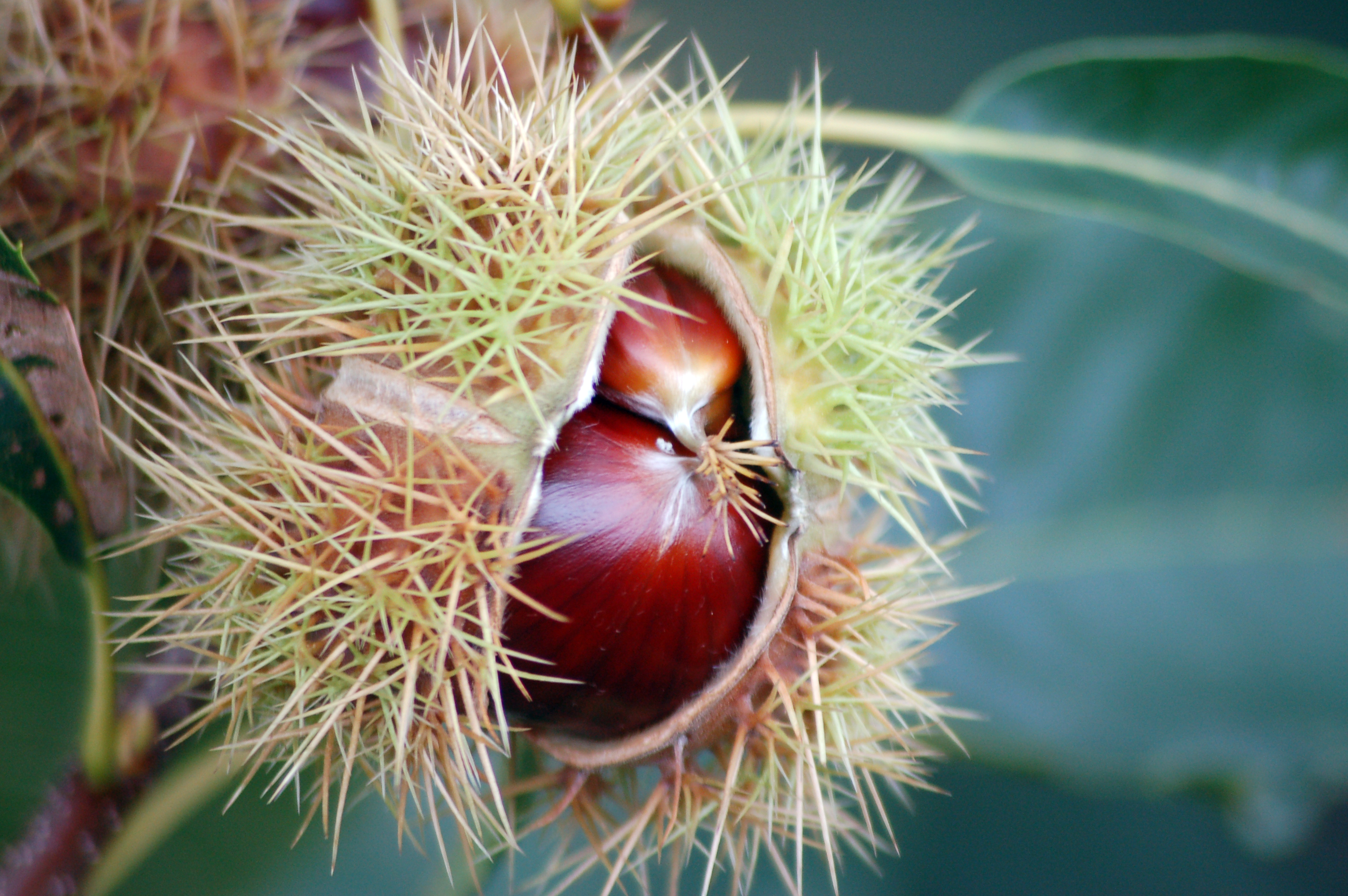
クリの実
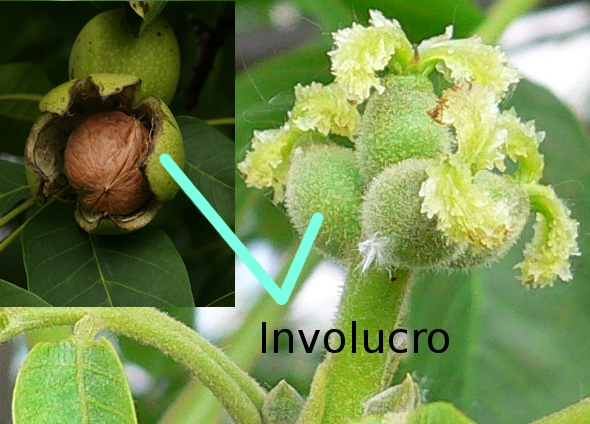
クルミの実
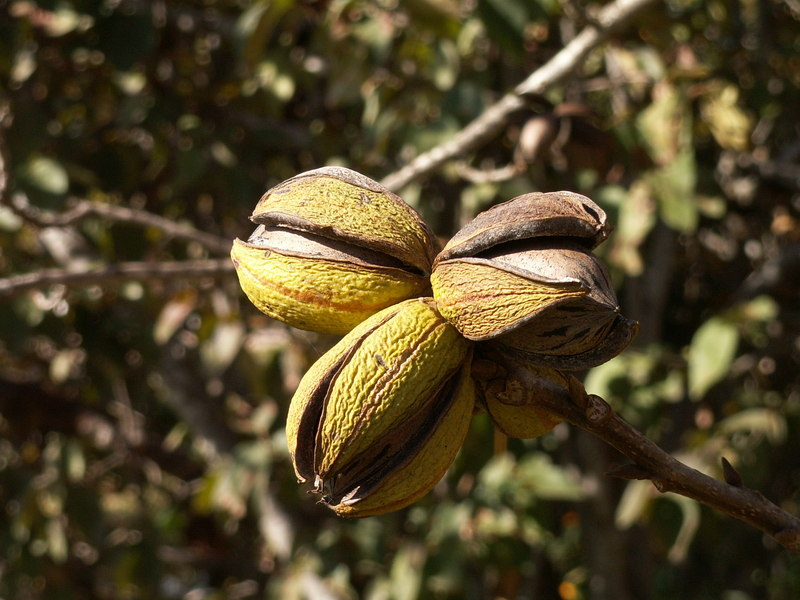
ペカンの実

#### その他

##### 高木性
- イチジク（無花果）
- カキ
- ポーポー（ポポー、ポウポウ、ポポウ）
- ザクロ（柘榴、石榴）

##### 低木性
- カシス（クロスグリ）
- キイチゴ（木苺）
- グミ（頽子、胡頽子、茱萸）
- クワ
- クランベリー（オオミツルコケモモ）
- コケモモ（苔桃、岩桃、はまなし、おかまりんご）
- シーバックソーン（サジー、ヒッポファエ、シーベリー）
- スグリ（酢塊、グーズベリー）
- ニワウメ（庭梅、こうめ、いくり）
- ハスカップ（クロミノウグイスカグラ）
- ビルベリー
- フサスグリ（房酸塊、レッドカラント）
- ブラックベリー
- ブルーベリー
- ラズベリー
- ユスラウメ

##### つる性
- ブドウ（葡萄）
- アケビ（木通）
- キウイフルーツ（キウイ）
- サルナシ（猿梨、シラクチズル、コクワ）
- マツブサ

#### 液果（berry)
ブドウ、キウイフルーツ、カキなどのように成熟すると果肉細胞がほぼ液胞で占められ多汁で軟らかくなる果実を液果（berry、ベリー）と呼ぶこともある。

### 常緑性果樹

#### 柑橘類
ミカン科のミカン属、キンカン属、カラタチ属などに属する植物の総称。カラタチ以外は常緑性。

#### その他
- オリーブ
- ビワ（枇杷）
- ヤマモモ（山桃、楊梅）
- フェイジョア

### 熱帯果樹
トロピカルフルーツ。亜熱帯から熱帯に分布する常緑性の果樹。

## 種の状態による分類
英語圏ではプラム、アンズ（アプリコット）、モモのように種の部分が石のようにかたい果物をストーンフルーツという。また、イチゴ、ラズベリー、ブルーベリー、スグリのように、かたい皮や大きな種のない果物をソフトフルーツという。

## 栄養面や効能

### 果物の糖分の構成
甘みはフルクトース、グルコース、ショ糖などで構成されている。

### 癌予防の可能性
果物は、野菜とともに癌予防の可能性が大きいものとされている。

### 高血圧の予防
腎臓に障害がなくカリウムを摂取しても問題がなければ、カリウムを豊富に含む野菜や果物の摂取を増やすことにより高血圧の降圧が期待できる。

## 食用
果物は、栄養的には（植物の組織全般に比べて）果糖を含み、糖質（糖分）が多く、カロリーが高く、ビタミン類を多く含み、消化しやすい、という性質があり、味としては甘味と酸味を持つ。
保存食
果物には収穫期があり年間を通して収穫できるわけではないため、ジャムやコンポート、シロップなどの果物の加工食品がある。
昔から病人に果物をあてがうことが行われており、病人のお見舞いには果物詰め合わせが定番である。
メロンやリンゴなどの水分量が多い果物は、生水の摂取が難しい時代や地域で飲料水の供給源となっている。

## 生物学と果物

### 植物の繁殖戦略と果物

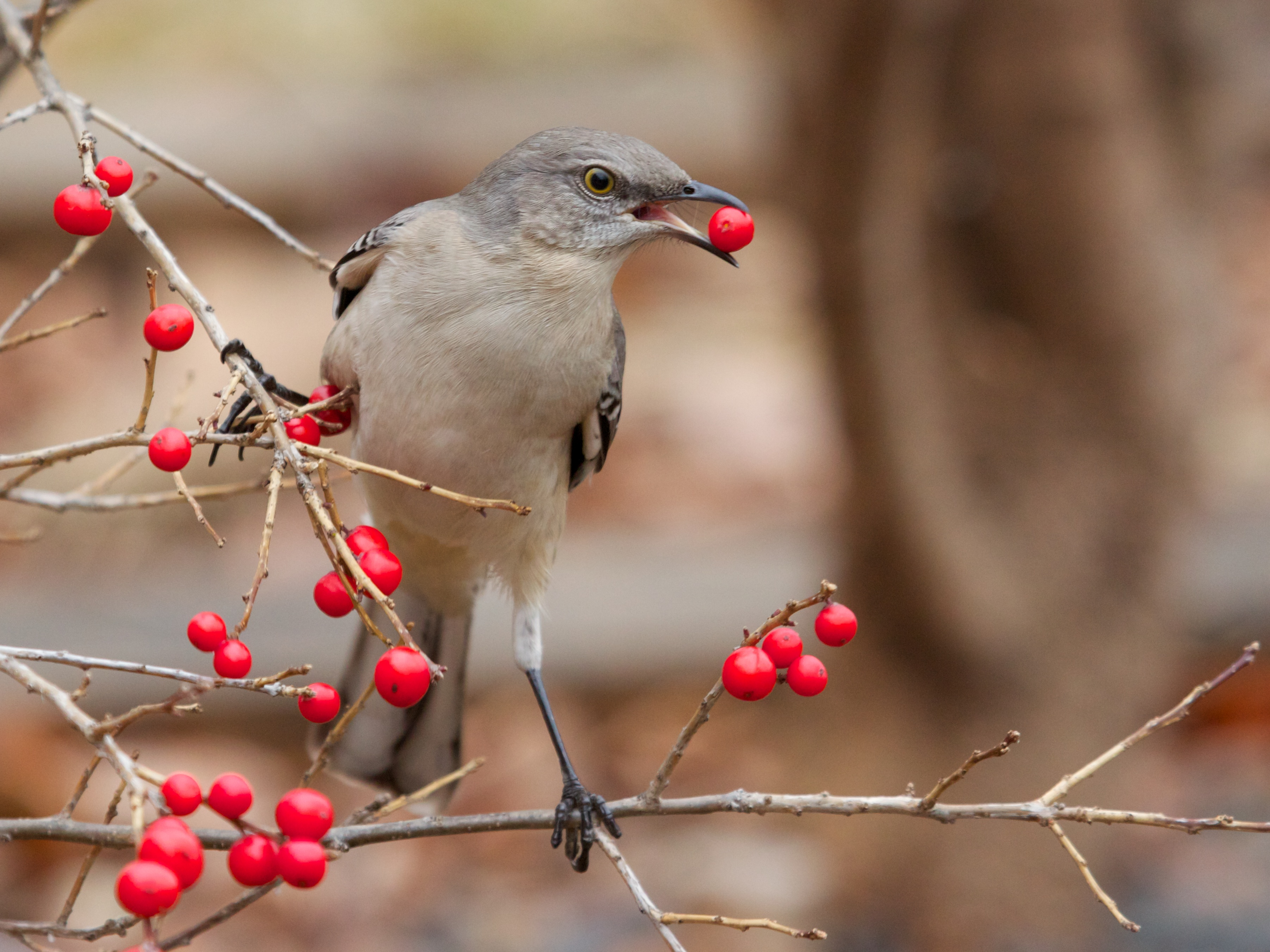
鳥は果実を食べ、種子を遠くへ運ぶ役割を担う。

「果物」は動物が食べたがる果実である。「果物」と言われる果実は、生物学的な果実の分類の上ではいくつかの類型にまたがるが、いずれにしても、一般的な植物組織よりも柔らかく、糖分、ビタミンCなどを多く含む部分を持つ。また赤や黄色に着色する例が多い。
これは植物の繁殖に関する戦略として、動物に食べさせ、それによって種子散布を動物に担わせる、と言う方針によっている。植物は移動できないため、種子形成の際にこれが移動することは、花粉媒介と並んでその分布拡大や個体群の維持において極めて重要である。そのために様々な戦略をとる植物が存在するが、動物に運ばせるのはその代表的な方法の一つである。そのための具体的な方法の一つが種子およびその周辺に動物の食料として魅力的な性質を与えることで、動物がそれを食べ、あるいは食べる目的で輸送を担う、と言うものである。種子そのものを食料とする例（ドングリなど）もあるが、それよりは周辺部を可食としたほうが種子の犠牲は少ない。これが果物というあり方である。
植物の一般的な組織、例えば葉や茎は、生きた原形質を含むから、それなりにバランスの取れた食料であり得る。しかし細胞壁がセルロースという丈夫な成分で作られていること、セルロースそれ自体もカロリーは高いものの消化の困難なものであることなど、植物を餌とするのは難度が高く、専門的な食植者は様々な特異な適応的な形質を持つのが普通である（すりつぶす歯、複数に分かれた複雑な消化管など）。それに対して果物の可食部は一般的な植物組織より、遙かに動物に利用されやすくなっている。
（やや目的論的な説明としては）「果物に糖分が多いのも、消化酵素が含まれるのも、動物がそれを利用する場合の利便を図っている（＝目的としている）ものであり、それによってより多くの動物を引き寄せることを目指している」と説明してもよい。また（目的論的な説明を避けて）「さまざまな性質の果実をもつ植物が（突然変異や さまざまな交配によって）生まれたが、自然選択の結果、動物が利用しやすい果実をもつ植物が、結果として、より多く生き残り、その形質 が/も 残った。」などと説明してもよい。「植物にとってはそのような果実を持つことはコストがかかり損失も生じるが、動物を誘引することで種子散布をより効率よく行うための投資である」と説明してもよい。果実が熟するに連れて赤や黄色などに着色するのも、動物にとって目立つようになり、食べ頃を知らせる信号の効果を持っている。
果物が「美味しい」と動物にとって感じられるのは、その味が動物全般の好みに合致していることによる。人類が果実を好むのも、植物のこの戦略に 乗せられたもの/乗ったもの と考えてもよい。

### ビタミンC合成能を失った動物種との共生
L-グロノラクトンオキシダーゼ（ビタミンC合成酵素）遺伝子の活性は、いくつかの種の進化史のなかでそれぞれ独立に失われている。哺乳類ではテンジクネズミや霊長目の直鼻亜目がこの遺伝子の活性を失っており、そのためにビタミンCを合成できないが、その原因となった突然変異は別のものである。どちらの系統でも、活性を失った遺伝子は多数の変異を蓄積しつつ、偽遺伝子として残っている。スズメ目の鳥類では、活性の喪失が何度か起こっており、またおそらくは再獲得も起こったために、種によってビタミンC合成能力が異なる。他に、コウモリ類もこの遺伝子の活性を失っている。これらの動物が遺伝子変異によるビタミンC合成能力を失ったにもかかわらず継続的に生存し得た最大の理由は、これらの動物が果物等のビタミンCを豊富に含む食餌を日常的に得られる共生環境にあったためである。
霊長目でこの酵素の活性が失われたのは約6300万年前であり、直鼻亜目（酵素活性なし）と曲鼻亜目（酵素活性あり）の分岐が起こったのとほぼ同時である。ビタミンC合成能力を失った直鼻亜目にはメガネザル下目や真猿下目（サル、類人猿、ヒト）が含まれている。果物との共生関係はヒトの直系祖先を含め少なくとも6300万年以上の共生関係にあったと考えられる。

## 果樹の樹形と枝の名称

### 樹形
果樹を栽培する時の樹の形。主幹及び骨格枝の配置で樹形が決まる。
主幹形（しゅかんけい）
主幹が中央にまっすぐ伸びた樹形。幼木時に主幹形でも、樹齢が進むにつれ、変則主幹形に移行する。ハウスミカンなどの超密植栽培時に用いられる。
変則主幹形（へんそくしゅかんけい）
主幹を2～3mで切り、主枝を3～4本配置する樹形。カキやクリ
開心自然形（かいしんしぜんけい）
主幹を60cm程度設け、主枝を立て気味に3～4本設置する樹形。カンキツやウメ
開心形（かいしんけい）
盃状形（はいじょうけい）とも呼ぶ。主枝を開帳させ3～4本設置する樹形
たな仕立て
棚を使用して、枝を棚に誘引する。ブドウ・キウイフルーツ・ナシで用いられる。

### 枝の名称
枝の名称は、主として剪定作業をする際にそれぞれの枝の役割を明確化させるために使用される。この名称により剪定作業を説明することができる。また、摘果や摘蕾作業時にも使用される。
主幹（しゅかん）
地面から最上位の主枝の分岐点まで幹を指す。
主枝（しゅし）
主幹から直接分かれた出た枝で亜主枝、側枝、結果母枝、結果枝を着ける枝で樹形の基本となる枝。剪定する際には、主枝の本数を最初に確認する。
亜主枝（あしゅし）
主枝から分かれた出た枝で側枝、結果母枝、結果枝を着ける枝。主枝が埋められない空間に亜主枝を配置する。主枝とともに骨格枝と呼ばれ、樹形を構成する。
骨格枝（こっかくし）
樹の骨組みとなる枝で、主枝と亜主枝をさす。
側枝（そくし）
結果母枝や結果枝をつける枝。
発育枝（はついくし）
葉芽だけをつけた一年枝。
結果母枝（けっかぼし）
結果枝が伸びて着花する昨年生長した枝。この結果枝を出す枝の事。カンキツ、カキ等は結果母枝性。
結果枝（けっかし）
花芽を着けて、開花結実する枝の総称である。長さにより短果枝（たんかし）・中果枝（ちゅうかし）・長果枝（ちょうかし）と呼ばれる。この際、区分けする長さには諸説あり一定ではない。短果枝で花芽が密についた枝を花束状（かそくじょう）短果枝という。
徒長枝（とちょうし）

新梢（しんしょう）
新しく生長した枝。樹種の習性や伸び方により、結果枝、結果母枝、発育枝、徒長枝になる。

### 芽の呼び方
花芽（はなめ）
翌春に咲く花を持っている芽。枝・葉を一緒に持っている場合もある。
葉芽（はめ）
翌春に生長する葉と枝だけを持っている芽。

## 栽培
果樹栽培の基本は栄養生長と生殖生長を調整させ、安定生産を目的とするため、この両方の生長の均衡の維持基本となる。

### 苗木生産
果樹は形質が固定していないため、種子から育成した場合、親と異なる形質の苗木ができてしまう。したがって、種子による繁殖（実生法）は、台木の生産に利用させる。よって、果樹の苗木生産は栄養生殖によって行われる。方法は、接ぎ木・挿し木・取り木・株分け・ひこばい利用である。苗木生産ではないが、高接ぎによる成木の品種更新法もある。

### 受粉
樹種により、雌雄異株（キウイフルーツ）や自家不和合性 (植物)（リンゴ・ナシ・オウトウなど）や他家不和合性等の場合、受粉せず果実が結果しない場合があるため、授粉樹の設置や人の手により授粉させる必要がある。

#### 単為結果性
温州ミカンや一部カキ等では受粉せずとも、結果をする。このような性質を単為結果性という。また、ジベレリンを用いてブドウや日向夏は、単為結果をさせ、種なし果実を作れる。

### 施肥
肥料を与えること。根群の水平分布は樹冠と同等かそれよりも広がっている。そのため、幹回りには養分を吸収できる細根が少ないため幹回りに施肥をしない。
元肥（春肥）
初期の生長に間に合うように休眠期に与える。
追肥（夏肥）
果実の肥大を促進するために与える。温州ミカンでは夏肥重視の施肥体系が近年多い。
礼肥（秋肥）
秋に貯蔵養分の蓄積を目的とする。

### 歴史
人類が最初に栽培した果物の一つはイチジクで、ヨルダン渓谷にある村の遺跡（Gilgal I）から新石器時代（11,300年前）には栽培が始まったと示唆されている（詳細は、イチジクの栽培）。
7000‐1万年前には、クックの初期農業遺跡からバナナ栽培が確認された。

#### 日本における果物の伝来・栽培開始年代
日本に伝来・栽培の開始は以下のものとなる。
- 縄文時代:カキ、ブドウ、ヤマモモ、キイチゴ、クリ、クルミ、シイ、ハシバミ、カヤ
- 弥生時代:ナシ、ビワ、ウメ、モモ、スモモ、グミ
- 奈良時代:コウジ、タチバナ、ユズ、ナツメ、クワ、ムベ
- 鎌倉‐安土桃山:クネンボ、コミカン、ブドウ（甲州ブドウ）、ザクロ、イチョウ
- 江戸時代:ウンシュウミカン、キンカン、ブンタン、ビワ［唐ビワ］、マルメロ、チュウゴクオウトウ、ユスラウメ、イチジク、サンショウ、バナナ、パイナップル、パパイヤ、レイシ、スターフルーツ、リュウガン、クルミ［テウチグルミ］
- 明治時代:オレンジ、レモン、ポンカン、メドラー、リンゴ［栽培リンゴ］、セイヨウナシ、モモ［水蜜桃］、オウトウ［甘果オウトウ、酸果オウトウ］、オリーブ、ストロベリー、ブドウ［ヨーロッパ系、アメリカ系］、キイチゴ［ブラックベリー、ラズベリー］、スグリ、アボカド、グアバ、パッションフルーツ、マンゴー、クルミ［ペルシャグルミ］、アーモンド、ピスタチオ
- 大正時代:グレープフルーツ、キウイフルーツ、ブルーベリー、アセロラ、ペカン

### CCDによる収穫悪化リスク
果物ができるためには、原則的に受粉が必要であり、受粉が無ければ果物はできない。受粉は昆虫に依存しているが、現代の農業においては、特に養蜂家が飼っているミツバチに依存している割合が大きい。近年、北米やヨーロッパにおいて蜂群崩壊症候群（CCD）という、ミツバチが大量に失踪したり死んでしまう現象が頻発しており、北米のミツバチは数分の1が死んでしまった。もしもこれ放置しさらに拡大するとミツバチの全滅の可能性すらあり、果物の収穫高など農業全般に大きな悪影響を及ぼす可能性があると予見され、社会問題化した。そのリスクの大きさを考慮して、ヨーロッパの各国ではすでにネオニコチノイド系殺虫剤の使用禁止などの対策を行っている。米国ではネオニコチノイド系殺虫剤を製造している大手化学メーカーの政治的圧力のためか調査結果が隠蔽されたり、対策が後手にまわったり、不完全な対策にとどまる、などのことが起きている。

## 防疫
輸入される果物は、植物防疫所で防疫を行う。また、熱帯生果物の多くは輸入禁止品であるが、輸出国で取り決めされた消毒法によって「条件付き輸入解禁植物」とされる。消毒方法は、薬剤の燻蒸のほか、飽和蒸気で温める蒸熱処理、温湯処理、低温処理などがあり、蒸熱処理での消毒が多い。

## 文化
日本の神話
日本の『古事記』や『日本書紀』では「タヂマモリが11代垂仁天皇の命により、非時香菓（ときじくのかぐのこのみ）を求めて常世の国に渡った」と記述されている。10年かかって葉附きの枝と果実附きの枝を日本に持ち帰ってきたが、垂仁天皇はすでに亡くなっていた。柑橘類で、これが水菓子（果実）の基になった、などと語られる。タヂマモリは「（水）菓子の神」として祀られている。
豊作の儀式
成り木責めと呼ばれる豊作を祈る儀式が世界的に行われる。鉈などで果樹を脅し、果樹役の人間が豊作を約束する。さらに、鉈で果樹に傷をつけた後に傷口に粥を塗る場合もある。
くだものの日
日本果物商業協同組合連合会（日果連）は、果物を食べる習慣を広めるために1998年より毎月8日を「くだものの日」と制定している。